# Белорусец, Сергей Маркович
Сергей Маркович Белорусец (род. 1959) — советский прозаик, поэт, переводчик, редактор.

## Биография
Будучи школьником, сотрудничал с радиостанцией «Юность», на волнах которой прозвучал его первый радиоочерк. В том же 1976 году состоялась первая печатная публикация в многотиражной печати.
Первая публикация в центральной прессе датирована 1981 годом (журнал «Литературная учёба» № 5). Тогда же окончил ГЦОЛИФК (ныне РГУФКСМиТ).
Как детский автор печатается с 1986 года. Регулярно — с 1992 года. Был членом Профессионального комитета московских литераторов (с 1989 по 1998 годы). Возглавлял в нём секцию поэзии.
Член Союза писателей Москвы с 1995 года. Член Русского ПЕН-Центра с 2009 года.
Инициатор создания и первый шеф-редактор официального сайта Союза писателей Москвы (2003—2008).
Живёт и работает в Москве.

## Публикации и литературная деятельность
Публиковался в журналах «Знамя», «Новый мир», «Юность», «Дружба народов», «Октябрь», «Огонёк», «Арион», «Кольцо А», «Дети Ра», «Зинзивер», «Аврора», «Литературная учёба», «Волга-21 век», «Радуга», «Слово — Word», «Студенческий меридиан», «Сельская молодежь», «Очаг», «Городской калейдоскоп», «Большая Библиотека», «Вестник библиотек Москвы», «Литературная Грузия», «Литературный Азербайджан», «Ашхабад», «Идель», «Журнал ПОэтов» и др.; в еженедельниках «Литературная газета», «Литературная Россия», «Семья», «Собеседник», «Книжное обозрение»; в альманахах «Поэзия», «День поэзии», «Московский год поэзии», «Истоки», «Багульник», «Стихи этого года», «Парнасские страдания», «Молодая поэзия-89», «Порыв», «Средина земли родной», «Останкино», « Древо мира зеленеет вечно». В газетах «Литературные вести», «Московский комсомолец», «Новые известия», «Гудок», «Труд», «Новые известия», «Российские вести», «Квартирный ряд», «Дошкольное образование», «Информпространство», «Вечерняя Казань», «Рязанские ведомости» и т. д.; в интернет-журналах «Пролог», «Имена любви», «Эрфольг», «Русский переплёт», «Теософское обозрение», «Подлинник», на многих литературных сайтах, в электронной антологии «Современная русская поэзия» (М. ИДДК,2006). в детских изданиях «Мурзилка», «Весёлые картинки», «Трамвай», «Куча-мала», «Улица Сезам», «Клёпа», «Почитай-ка», «Почемучка», Календарь для октябрят «Звёздочка», «Жили-были», «Синдбад», «Трамплин», «Кукумбер», «Пятнашки», «Тошка и его друзья», «Спокойной ночи, малыши», «Простоквашино», «Фонтанчик», «Читайка», «Ералаш», «Остров Там-И-Тут», «Детский сад со всех сторон», «Познайка», «Тарарам», «Весёлый зоопарк», «Шалтай-Болтай» и др.
Один из авторов коллективного сборника «Классики» (М., 2003). Сборник получил премию «Книга года» на «Московской Международной книжной выставке-ярмарке» 2003 года и вошёл в шорт-лист конкурса «Алые паруса» за 2003 год. А также один из авторов сборника «Сказки Олега — Сказки об Олеге» (М.: ИД Мещеряков, 2013), получившего премию «Книга года — 2013».
Стихи включены во многие коллективные сборники и хрестоматии.
В частности, в сборник «Наши друзья — поэты» (С-Пб , 2006, АНО). в книги «Библиотеки Михаила Яснова»: «Колесо обозрения», «Моя семья и я», «Зимний зверинец», «Одним вечерним утром», «Сказки Деда Мороза», «Лучшее детское чтение в 3 года», «Лучшее детское чтение в 4 года», «Лучшее детское чтение в 5 лет» (М. Clever, 2016—2018), в антологию русской детской литературы (М. «Мир энциклопедий Аванта+», 2006).
Автор шарад и загадок, опубликованных в газетах «Аргументы и кроссворды», «Кроссворд-мастер», «Начальная школа», «Школьный психолог», «Загадочной газете», детской газете «Катавасия», в журнале «Город Аэропорт», в сборнике «Праздники для детей и взрослых», в «Энциклопедии праздников» (издательство «АСТ»), в сборниках издательства «Лана» и других изданиях.
Автор взрослых поэтических сборников «Магический квадрат» (М. Юданов и партнёры, 2007) и «Чёрно-белая книга» (М. Союз писателей Москвы, 2015).
Однотомника прозы (П р о з а р и й и Ст и х о т о р и й) « Год Кота и Тигра, или Без названья…» (М. Союз писателей Москвы, Academia, 2015).
Прозаической р е т р о п и с и «Песни для чтения» (М. Союз писателей Москвы, Academia, 2013).
Переводчик нескольких стихотворных сборников.
Автор нескольких детских поэтических книжек, в том числе — «Игрослова» (Самара, Корпорация «Федоров», издательство «Учебная литература» 2003, 2005), «Весёлой аРИФМетики» (Самара, корпорация «Федоров», издательство «Учебная литература», 2005), сборника стихотворений и смехотворений «Парикмахеры травы» (М, издательство «Самокат» 2011), сборника «Пальцем в небо!..» (М, издательство «Октопус» 2013), сборника «Уют-компания» (М. Издательство «Абрикобукс» 2019).
Автор уникального разновозрастного изборника «Стихит-парад» Игрослов. Азбуковедник, Загадочник" (М. 2018. издательство «Издательский сервис», включившего в себя порядка двадцати пяти жанров игровой развивающей поэзии.
Один из авторов детско-юношеских пародийных прозаически-стихотворных книг «Супермент, триллеры о капитане Пронине» (М,"Техника молодёжи", 1996) и «Супермент, или Воспоминания о капитане Пронине» (M, ФТМ, 2013).
Один из авторов детских прозаически-стихотворных книг «Дом для Гвина» (М. «Аквилегия М» 2017) и «Мальчик Шерлок Холмс» (М. «Октопус», 2017).
Обучающие стихи включены в учебники по русскому языку и «Азбуку» с приложениями «Я читаю!», вышедшую несколькими изданиями (и продолжающую выходить) в ФНМЦ им. Л. В. Занкова, а также в рабочую тетрадь «Музыкальный конструктор» (М.: Открытый Мир, 1996) и учебное пособие «Музыкальный разговорник» (газета «Начальная школа», № 29, август 2004).
Сергей Белорусец является одним из лиц занковской системы.
Лингвистические стихотворные игры С. Белорусца составили литературную основу для серии компьютерных развивающих игр «Магия знаний» (М. ИДДК, 2007—2008).
Автор текстов: песни к мультфильму «Возвращение кота Леопольда» (композитор Игорь Ефремов), песни «Возвращение», вошедшей в альбом Сергея Беликова «Вечерний звонок» (композитор Вадим Чумак), песни о капитане Пронине, написанной к мультфильму «Капитан Пронин, внук майора Пронина» (композитор Тарас Буевский), нескольких песен для взрослых (с композитором Вадимом Чумаком) и для детей (с Григорием Гладковым, с заслуженным деятелем искусств России композитором Михаилом Протасовым и Алексеем Карелиным). А кроме того — текстов песен на музыку композитора Светланы Крупа-Шушариной (совместный песенник «Ерундеево царство», Ростов-на-Дону, Феникс, 2007).
Интервью с Сергеем Белорусцем, отзывы и рецензии на его книги, статьи о его творчестве публиковались в журналах «Новый мир», «Знамя», «Дети Ра», «Юность», «Литературная учёба»,"Вестник современной детской литературы", «Кольцо А», в «Книжном обозрении», в «Литературной Газете», «Литературной России», в «Экслибрисе» НГ, в газетах «Культура», «Новые известия», «Тверская, 13», «Литературные известия», в газете «Поэтоград», Интернет-порталах и порталах «Год Литературы», «Папмамбук», «Библиогид», «Батя», «Питербук», «Цирк-Олимп», «Зарубежные задворки», бумажной и электронной прессе Азербайджана и др.
Сергей Белорусец участвовал в писательской акции «Литературный экспресс» (сентябрь-октябрь 2008 года), во многих литературных Фестивалях, в личных и коллективных писательских поездках по России и зарубежью.
Вёл авторскую детскую радиопередачу «Волшебная полочка», участвовал в индивидуальных авторских выпусках телевизионных программ «Чаепитие» и «Фа-соль. Мастерская» на Детском канале «Карусель».
Неоднократно выступал в различных радио- и телевизионных программах, в том числе на центральных каналах.
Стихи Сергея Белорусца звучали по радио и телевидению, переводились на иностранные языки: английский, венгерский, польский, словацкий, а сам Белорусец переводил стихи Александра Шанидзе, Нодара Гуришидзе (с грузинского), Бориса Гургулиа (с абхазского), Раззака Абдурашида, Тулкуна (с узбекского), Лябиба Лерона (с татарского), Фаика (с азербайджанского) Тургуналы Молдобавева (с киргизского), Касыма Нурбадова (с туркменского), Вениамина Миронова (с якутского).
Весной 2018 и 2019 годах фотопортрет Белорусца вместе с его стихотворением и отрывком из прозы в течение месяца были представлены на Писательской аллее (Рождественского бульвара Москвы) среди 30 знаковых лиц русского ПЕН-Центра.
Участник проекта « Голоса поэтов». Авторская аудиокнига (Библиотнека имени Боголюбова, Библио TV. 2020).

## Награды и премии
Лауреат:
— национального конкурса «Книга года» (2011),
— всероссийской премии имени Самуила Маршака (2011),
— литературной премии имени Корнея Чуковского (2013),
— литературной премии «Венец» Союза писателей Москвы (2008),
— премии газеты «Книжное обозрение» и Всесоюзного общества книголюбов (1986),
— журнала «Кольцо А»(2000),
— Издательского дома «Крестьянка»(2002),
— Газеты «Поэтоград» (2013).
Финалист и дипломант конкурса «Новая детская книга-2015» издательства «Росмэн».
Дважды финалист и трижды дипломант Международной премии имени Фазиля Искандера (2018, 2019).
Шортлистер Всероссийского книжно-образовательного проекта-конкурса «Книга года-2013: выбор детей» (номинация «Лучшие книги 2013 года: выбор детей 2-3 класса» (2014).
Награждён почётной грамотой и памятной медалью Третьего Всероссийского конкурса на лучшее произведение для детей и юношества «Алые паруса» (2006).
Лонглистер премий имени Ивана Бунина (2007, 2015, 2017), Антона Дельвига (2013), Фазиля Искандера (2017).
В ежегодный каталог «100 лучших новых детских книг для детей и подростков» включены книги Сергея Белорусца «Парикмахеры травы» (2012) и «Пальцем в небо!..» (2014).
Обладатель Почётной Грамоты Федерального Агентства по Печати и Массовым Коммуникациям «за многолетний плодотворный труд в отрасли, вклад в развитие современной отечественной литературы».

## Общественная деятельность
Член Клуба Писателей ЦДЛ (2008).
Секретарь Союза писателей Москвы Архивная копия от 29 апреля 2018 на Wayback Machine с 2000 года.
Инициатор, организатор и первый шеф-редактор официального сайта Союза писателей Москвы (2002—2008).
Член редакционной коллегии литературного журнала Союза писателей Москвы «Кольцо А».
Член редакционного совета журнала «Практика» ФНМЦ имени академика Занкова.
Председатель оргкомитета Фестиваля детской литературы имени Корнея Чуковского Архивная копия от 25 ноября 2015 на Wayback Machine.
Инициатор Международной литературной премии и Фестиваля имени Эдуарда Успенского.
Президент Фонда поддержки творчества РАзножанровых Детских Авторов «РАДА».